# Nukissiorfiit
Grønlands Energiforsyning (grønlandsk: Nukissiorfiit) er det nationale el-, vand- og varmeforsyningsselskab i Grønland. 

## Om Nukissiorfiit
Nukissiorfiit er som forsyningsvirksomhed ansvarlig for at producere og levere el, vand og varme til størstedelen af forbrugerne i Grønland. Nukissiorfiits forsyningspligt omfatter 17 byer og 53 bygder, og ejes af Grønlands Selvstyre.
Nukissiorfiits energiforsyning er i høj grad baseret på vedvarende energikilder, og målsætningen er at udvide det maksimalt. Virksomheden  varetager driften af blandt andet Nuuk Kraftværk og Buksefjorden Vandkraftværk. 
Nukissiorfiit beskæftiger i alt omkring 400 medarbejdere fordelt over hele landet, og med administrationen  samlet på hovedkontoret i Nuuk.